# Római törzsek listája
Ez a lista a ókori Róma területi törzseinek – amelyek az egy körzetben élőket fogták össze – (tribus) nevét tartalmazza (a Kr. e. 242. évi állapot szerint), ami az egyik római népgyűlés, a comitia tributa alapját szolgáltatta. A rendszert a Római Köztársaság elején hozták létre a patriciusok és plebeiusok küzdelmének eredményeképpen.
Ezek a törzsek nem összetévesztendők a három vérségi törzzsel, amit a római nemzetségekből (gens) összeállított háromszor tíz curia alkotott. Ez utóbbi rendszer volt az alapja a legrégebbi római népgyűlésnek, a comitia curiata-nak.

## Törzsek Kr. e. 242-ben
Kr. e. 242-ben a törzsek hivatalos száma 35 volt:
1. Aemilia
2. Aniensis
3. Arniensis
4. Camilia
5. Claudia
6. Clustumina
7. Collina
8. Cornelia
9. Esquilina
10. Fabia
11. Falerna/Falerina
12. Galeria
13. Horatia
14. Lemonia
15. Maecia
16. Menenia
17. Oufentina/Oufetina
18. Palatina
19. Papiria
20. Poblilia
21. Pollia
22. Pomptina/Pontina
23. Quirina
24. Romilia
25. Sabatia/Sabatina
26. Scaptia
27. Sergia
28. Stellatina
29. Suburana
30. Teretina
31. Tromentina
32. Velina
33. Voltinia/Votinia
34. Voturia

Két törzs neve nem ismert. A 35. törzs Succusana és Pupinia néven is előfordul.